# Skogspiratspindel
Skogspiratspindel (Pirata uliginosus) är en spindelart som först beskrevs av Tord Tamerlan Teodor Thorell 1856.  Skogspiratspindel ingår i släktet Pirata och familjen vargspindlar. Arten är reproducerande i Sverige. Inga underarter finns listade i Catalogue of Life.